# Polesie (železniční zastávka)
Železniční zastávka Polesie slouží regionální dopravě v Milanówku, Mazovském vojvodství.

## Obecný přehled
Železniční zastávka Polesie byla otevřena v roce 1936. Je obsluhována regionálními spoji dopravce Warszawska Kolej Dojazdowa, zkráceně WKD, který provozuje příměstskou osobní železniční dopravu na vlastní železniční síti spojující centrum Varšavy s obcemi Michałovice, Pruszków, Brwinów, Podkowa Leśna, Milanówek a Grodzisk Mazowiecki jihozápadně od Varšavy.
| Linka | Směr                                                                                                  | Interval   |
| ----- | --- | ---------- |
|       | Warszawa Śródmieście WKD - Pruszków WKD - Komorów - Podkowa Leśna Główna - Polesie - Milanówek Grudów | 30/60 min. |

## Přehled počtu spojů
Přehled počtu spojů je pouze orientační
Ze zastávky odjíždí spoje do stanic:
- Milanówek Grudów
  - 17 vlaků ve všední dny (kromě července a srpna)
  - 16 vlaků ve všední dny v červenci a srpnu
  - 16 vlaků o sobotách, nedělích a svátcích
- Warszawa Śródmieście WKD
  - 17 vlaků ve všední dny
  - 16 vlaků o sobotách, nedělích a svátcích

Celkový počet spojů, které obsluhuje zastávka:
- 34 vlaků ve všední dny (kromě července a srpna)
- 33 vlaků ve všední dny v červenci a srpnu
- 32 vlaků o sobotách, nedělích a svátcích

## Železniční tratě
Železniční zastávkou Polesie prochází železniční tratě:
- 48 Podkowa Leśna Główna – Milanówek Grudów